# Perfume de Gardênia
Perfume de Gardênia é um filme brasileiro de 1992, do gênero drama, dirigido por Guilherme de Almeida Prado.

## Sinopse
Daniel é um motorista de táxi que trabalha de madrugada para pagar as prestações do carro, é casado com a dona de casa Adalgisa e eles têm um filho. Por acaso, ela começa a fazer cinema, abandona a família e é proibida por Daniel de ver o filho, Joaquim. Durante onze anos, Daniel nutre um sentimento de vingança, que ganha força quando Joaquim, já adulto, reencontra a mãe, em plena decadência profissional.

## Elenco
- Christiane Torloni .... Adalgisa
- José Mayer .... Daniel
- Pierre Bittencourt Pereira ... Joaquim (jovem)
- Walter Queiroz .... Joaquim (adulto)
- Cláudio Marzo .... delegado
- Betty Faria .... Odete Vargas
- José Lewgoy .... Ody Marques
- Raul Gazolla .... César Lamas
- Wladi Petrofi .... Policial
- Helena Ignez
- Oscar Magrini
- Sérgio Mamberti
- Matilde Mastrangi
- Paulo Villaça

## Principais prêmios e indicações
Festival de Brasília 1992 (Brasil)
- Venceu nas categorias de melhor ator (José Mayer), melhor ator coadjuvante (José Lewgoy) e melhor atriz coadjuvante (Betty Faria).

Festival de Gramado 1992 (Brasil)
- Indicado na categoria de melhor filme.